# Hrîhori Ceapkis
Hrîhori (sau Grigore) Mîkolaiovîci Ceapkis (în ucraineană Григо́рій Микола́йович Ча́пкіс; n. 24 februarie 1930, Chișinău, România – d. 13 iunie 2021, Kiev, Ucraina) a fost un coregraf ucrainean de origine română, Artist al Poporului din Ucraina⁠(d) (2010).
A condus o școală de dans care îi poartă numele și a fost maestru de balet al ansamblului de dansuri pentru seniori „Nathnennea” (ucr. «Натхнення» – „Inspirație”). A făcut parte din juriurile unor proiecte televizate de dansuri. De asemenea, a fost profesor al Departamentului de coregrafie modernă, Facultatea de Artă Coregrafică, Universitatea de Stat de Cultură și Arte din Kiev⁠(d).

## Copilărie, tinerețe și studii
S-a născut la 24 februarie 1930 la Chișinău, într-o familie de evrei. Limbă maternă o considera româna. Mama sa era casnică, iar tatăl pielar. În familie erau șapte copii.
La vârsta de șapte ani, Hrîhori curăța pantofi și ducea ziare. Odată cu declanșarea celui de-al doilea război mondial, familia s-a refugiat în Kazahstan, unde Hrîhori a păscut mânzi. În 1944, la întoarcerea din Kazahstan, membrii familiei Ceapkis s-au îmbolnăvit de tifos și au fost nevoiți să se stabilească la Kiev. Aici, tânărul Hrîhori a lucrat pe șantierele reconstrucției bulevardului central al capitalei, Hreșceatîk⁠(d).
În 1945 a început studiile la școala feroviară. A absolvit Institutul de Cultură din Kiev⁠(d) și cursuri organizate pe lângă Teatrul de Operă.

## Dans
Ca dansator, a debutat pe scenă, conform propriilor relatări, la vârsta de 10-11 ani la Casa Pionierilor.
„Am învățat să dansez în aceeași zi în care am învățat să merg. De atunci dansez în fiecare zi, or dansul este esența vieții mele. Sunt un coregraf de profil larg, dar altceva nu pot face nimic. Explicația e simplă – m-am născut în România, între țigani și moldoveni. Eram lăsat în curte dimineața și seara eram luat acasă – pe străzi am și învățat să născocesc dansuri.”—Hrîhori Ceapkis, 
Și-a început activitatea de creație după război. La 15 ani, a devenit dansator în ansamblul de cântece și dansuri „Rezerve de muncă” (ucr. «Трудові резерви»), în cadrul căruia în 1945 a evoluat în Moscova pentru Stalin, Voroșilov, Kaganovici, ca membru al unui ansamblu de 120 de copii. Stalin l-a chemat pe Ceapkis și i-a dăruit un ceas, după care l-a luat pe genunchi și a făcut cu el o fotografie. Ceapkis își amintea: „Cred că i-am părut mic, slab [...] și negruț: sunt sigur că m-a confundat cu cineva de neamul lui, reprezentant al naționalității caucaze.” După sfârșitul în 1956 al cultului personalității, mama lui Ceapkis a dat foc fotografiei cu inscripția în rusă „Mulțumiri Marelui Stalin pentru copilăria noastră fericită”.
Începând cu anul 1950, a lucrat coregraf și maestru de balet la Teatrul „Ivan Franko”, unde a pus în scenă opere de Amvrosi Bucima⁠(d), Natalia Ujvi⁠(d), Hnat Iura⁠(d). În 1951, a participat la Berlin la Festivalul mondial al tinerilor și studenților, unde reprezentanții Ucrainei și-au revendicat cele mai multe medalii de aur. „Eram purtați în brațe ca niște cosmonauți”, conform lui Ceapkis.
Din 1955, timp de 27 de ani, a făcut parte din Ansamblul național de dansuri al RSS Ucrainene⁠(d) condus de Pavlo Virskîi⁠(d). În această perioadă, ansamblul a mers în turnee în 71 de țări.
Activitatea didactică a curpins profesoratul la:
- Departamentul de coregrafie modernă, Facultatea de Artă Coregrafică, Universitatea de Stat de Cultură și Arte din Kiev⁠(d);[1]
- Facultatea de Artă Coregrafică, Universitatea de Cultură din Kiev⁠(d);[6]
- Departamentul de coregrafie, Institutul de Arte, Universitatea „Borîs Hrincenko” din Kiev⁠(d).[7]

Ceapkis a înființat o școală de dans care îi poartă numele și a participat la numeroase proiecte caritabile. A scris cartea „Dragostea și dansul: secretele longevității” (în ucr. «Любов і танець — секрети довголіття»).
În ultimii ani de viață a fost maestru de balet al ansamblului de dansuri pentru seniori „Nathnennea” (ucr. «Натхнення» – „Inspirație”). A făcut parte din juriul proiectului televizat „Tanți z zirkamî⁠(d)” (ucr. «Танці з зірками» – adaptare a francizei internaționale „Dancing with the Stars⁠(d)”) și cel al festivalului „Misteria tanțiu⁠(d)” (ucr. «Містерія танцю» – „Misterul dansului”).

### Recunoaștere
Ceapkis a devenit artist emerit la vârsta de 30 de ani, iar în 2010 a primit titlul onorific „Artist al Poporului⁠(d)”. În 2020, la aniversarea a 90 de ani de la naștere, a fost decorat cu Ordinul cneazului Iaroslav I cel Înțelept, clasa V⁠(d).

## Viață personală
Hrîhori Ceapkis a fost căsătorit de trei ori.
Prima soție, Liudmila, a decedat în 2006. Fiica din prima căsătorie, Lilia (n. 1958), conduce școala de balet „Chapkis-Dance” din Italia. Nepoata cea mai mare, Anna Safronciîk (n. 1980), este o actriță și model de film italian, care în 1998 a câștigat concursul de frumusețe „Miss Toscana” și a luat locul 4 la concursul „Miss Italia”. Nepoata mezină, Victoria (n. 1993), a studiat actoria.
A doua soție a fost ex-studenta lui, Natalia, cu care s-a căsătorit în 1980 (când ea avea 28 de ani). În prezent ea locuiește la San Francisco. Fiul din a doua căsătorie, Hrîhori (n. 1979), este proprietarul școlii de hip-hop „Chapkis-Dance” din San Francisco.
A treia soție, Alla Borîsivna, a fost șef de catedră la Universitatea Națională de Aviație din Ucraina⁠(d).
Din 1999 până în 2001, Hrîhori Ceapkis a locuit cu fiica sa în Italia.

### Ultimii ani
În decembrie 2020, Ceapkis a fost internat cu pneumonie bilaterală. A fost externat la scurt timp, dar între 6 și 9 ianuarie 2021 a fost internat din nou, deoarece inflamația plămânilor nu fusese tratată complet. La 9 februarie, Ceapkis a fost internat la terapie intensivă din cauza complicațiilor. A murit la 13 iunie 2021 la Kiev și a fost înmormântat la 18 iunie la cimitirul Baikovo.